# Lene Vågslid

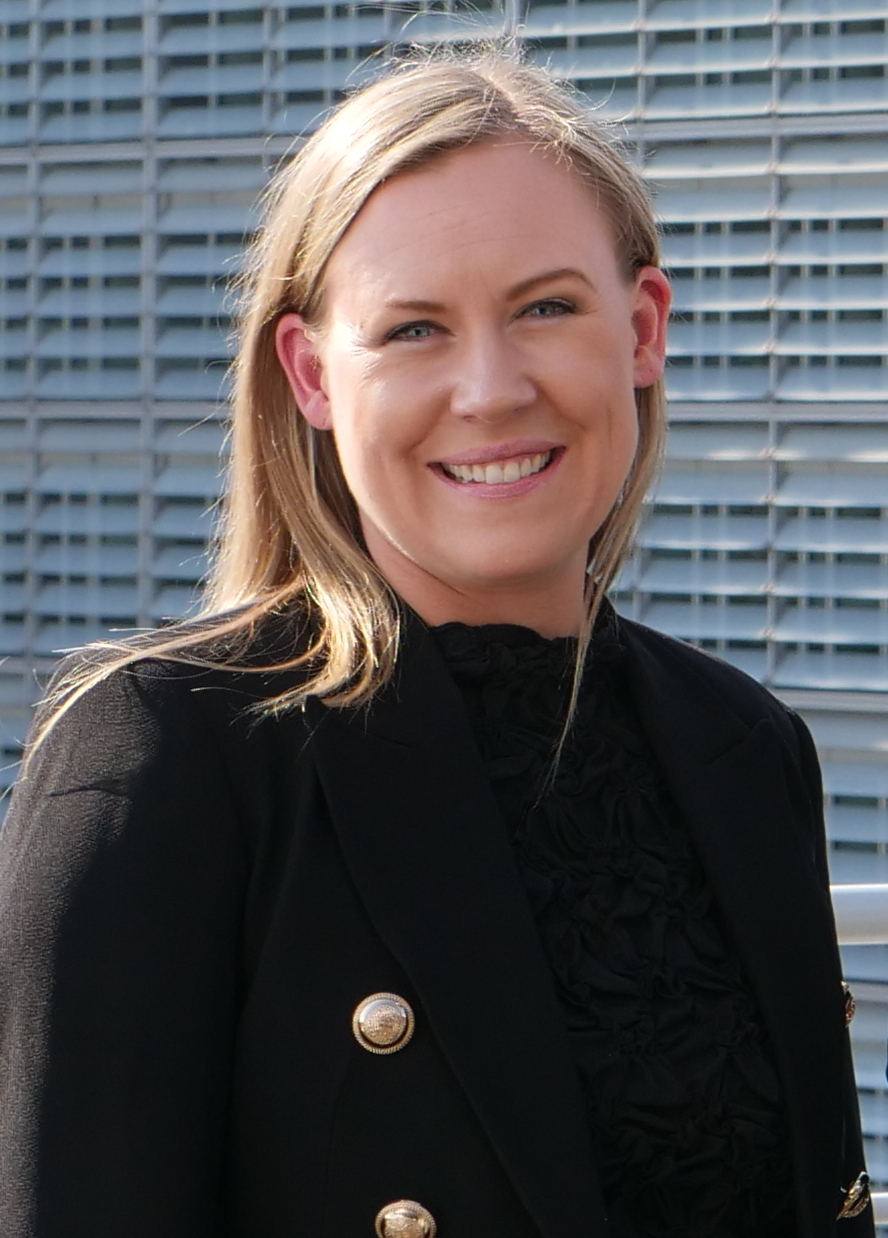
Lene Vågslid, 2025

Lene Vågslid (* 17. März 1986 in Tokke) ist eine norwegische Politikerin der sozialdemokratischen Partei Arbeiderpartiet (Ap). Sie fungiert seit Februar 2025 als Kinder- und Familienministerin ihres Landes. Seit 2010 ist sie Abgeordnete im Storting.

## Leben

### Herkunft, Ausbildung und Familie
Vågslid stammt aus der Kommune Tokke. Ihre Mutter ist die frühere Bürgermeisterin Hilde Alice Vågslid. Im Jahr 2010 schloss Vågslid ihr Bachelor-Studium in praktischen und ästhetischen Fächern, die zur pädagogischen Ausbildung unter anderem für das Schulfach Kunst und Handwerk zählt, an der Hochschule Telemark ab. Zudem absolvierte sie ein Jahresstudium in Kinderschutzpädagogik.
Gemeinsam mit ihrem Parteikollegen Arild Grande hat sie eine Tochter. Die beiden räumten im Jahr 2018 ein, Bonuspunkte von Dienstreisen entgegen der Parlamentsrichtlinie für Privatreisen verwendet zu haben.

### Politischer Werdegang
Vågslid stand von 2003 bis 2006 der Jugendorganisation Arbeidernes Ungdomsfylking (AUF) im Fylke Telemark vor. In den Jahren 2007 bis 2011 war sie Abgeordnete im Fylkesting von Telemark. Bei der Parlamentswahl 2009 gelang es ihr nicht, ins norwegische Nationalparlament Storting einzuziehen. Stattdessen wurde Vågslid sogenannte Vararepresentantin, also Ersatzabgeordnete. Als solche kam sie ab 2010 in Vertretung für ihre Parteikollegin Gunn Olsen dauerhaft zum Einsatz, da diese an Krebs erkrankt war.
Bei der Parlamentswahl 2013 zog sie schließlich direkt ins Storting ein. Vågslid wurde Mitglied im Justizausschuss und nach der Wahl 2017 übernahm sie den Vorsitz des Ausschusses. Ab Juni 2015 gehörte sie zudem dem Fraktionsvorstand ihrer Partei an. Nach der Stortingswahl 2021 wurde Vågslid Vorsitzende des Kommunal- und Verwaltungsausschusses. Im März 2022 übernahm sie die Position als stellvertretende Fraktionsvorsitzende.
Am 4. Februar 2025 wurde Vågslid zur Kinder- und Familienministerin in der Regierung Støre ernannt. Sie wurde Nachfolgerin der Senterpartiet-Politikerin Kjersti Toppe, die aufgrund des Regierungsaustritts der Senterpartiet aus dem Amt ausschied.